# التفسير الطبي للافتتان بالسحر
ظهرت التفسيرات الطبية لحالات الافتتان بالسحر، وخاصة التي عرضت خلال محاكمات السحر في سالم وفي المطاردات الأخرى للساحرات، لأن أعراض أولئك الذين ادعوا الإصابة يُستبعد أن تكون ناجمة عن سحر. استُكشفت الأعراض المبلغ عنها من قبل مجموعة متنوعة من الباحثين بحثًا عن الأصول البيولوجية والنفسية المحتملة.
يعتبر المؤرخون الأكاديميون المعاصرون الذين يبحثون في مطاردات الساحرات أن التفسيرات الطبية عمومًا غير مُرضية في شرح الظاهرة ويميلون إلى الاعتقاد بأن المتهِمين في سالم كانوا مدفوعين بعوامل اجتماعية - الغيرة أو الحقد أو الحاجة إلى الاهتمام - وأن السلوكيات المتطرفة التي أبدوها كانت «مزيفة»، كما اشتبه النقاد المعاصرون للمحاكمات.

## التسمم بالإرغوت
توجد نظرية معروفة تعزو سبب الإصابات المُبلغ عنها إلى تناول الخبز المصنوع من حبوب الشيلم المصابة بأحد أنواع الفطور، عاكوب الشيلم، المعروف باسم الإرغوت. يحتوي هذا الفطر على مواد كيميائية مشابهة لتلك المستخدمة في عقار ثنائي إيثيل أميد حمض الليسرجيك (إل إس دي) المخل بالنفس الاصطناعي. يسبب التسمم التشنجي بالإرغوت مجموعة متنوعة من الأعراض، تشمل الخلل العصبي.
انتشرت النظرية على نطاق واسع في 1976، عندما نشرت طالبة الدراسات العليا ليندا آر كابورايل مقالًا في مجلة ساينس، مدعية أن هلوسة الفتيات المصابات ربما نتجت من تناول خبز الشيلم المصنوع من حبوب متعفنة. إرغوت الشيلم مرض نباتي يسببه فطر عاكوب الشيلم، تدعي كابورايل أنه متوافق مع الكثير من الأعراض الجسدية لأولئك الذين تعرضوا للسحر المزعوم.
مع ذلك، وفي غضون سبعة أشهر، نُشر مقال لا يتفق مع هذه النظرية في نفس المجلة من قبل سبانوس وغوتلايب الذين أجريا تقييمًا أوسع للسجلات التاريخية، وفحصوا جميع الأعراض التي أبلغ عنها أولئك الذين ادعوا الإصابة، من بين أمور أخرى، وتوصلوا إلى أن
1. لتسمم الإرغوت أعراض إضافية لم يُبلغ عنها أولئك الذين كانوا يدعون الإصابة.
2. إذا كان السم موجودًا في الإمدادات الغذائية، لحدثت الأعراض في كل منزل على حدة وليس لدى أشخاص محددين فقط.
3. لا تبدأ الأعراض البيولوجية وتتوقف بناء على إشارات خارجية، كما وصف الشهود، ولا تبدأ الأعراض البيولوجية وتتوقف في آن واحد لدى مجموعة من الأشخاص، كما وصف الشهود أيضًا.

أعادت ماري ماتوسيان فتح القضية في 1989، ودعمت كابورايل، ووضعت صورة الشيلم المصاب بالإرغوت على غلاف كتابها، سموم الماضي. اختلفت ماتوسيان مع سبانوس وجوتليب، بناء على أدلة ذكرها بوير ونيسنباوم في سالم الممسوسة والتي تشير إلى وجود قيود جغرافية على تقارير الإصابة داخل قرية سالم.

## التهاب الدماغ
طرحت لوري وين كارلسون نظرية طبية بديلة في 1999، مفادها أن المصابين في سالم الذين زُعم أنهم سُحروا، أصيبوا بالتهاب الدماغ النوامي، وهو مرض تتطابق أعراضه مع بعض ما أُبلغ عنه في سالم ويمكن أن يكون قد انتشر عن طريق الطيور والحيوانات الأخرى.

## اضطراب الكرب التالي للصدمة
من المحتمل أن تكون حرب الملك فيليب، التي تزامنت مع محاكمات السحر في سالم، قد سببت اضطراب الكرب التالي للصدمة لدى بعض المتهِمين «المتأثرين». هاجم حلفاء واباناكي من الفرنسيين المستعمرين البريطانيين في مين ونيو هامبشاير وشمال ماساتشوستس في سلسلة من مناوشات حرب العصابات. ألقى الناجون اللوم على القادة الاستعماريين في نجاح الهجمات، متهمين إياهم بعدم الكفاءة والجبن والفساد. ساد مناخ من الخوف والذعر في الساحل الشمالي، ما سبب نزوحًا جماعيًا إلى جنوب ماساتشوستس وخارجها. كان من بين الناجين الفارين من هذه الهجمات بعض المتهمات من الخادمات في طفولتهن. تُعد مشاهدة هجوم عنيف من أسباب الهستيريا واضطراب الكرب التالي للصدمة.
عنف المناوشات الحدودية في الشمال يُفسر أعراض اضطراب الكرب التالي للصدمة لدى المتهِمين الذين عاشوا سابقًا بين المقتولين، ويُقدم اللوم واسع النطاق لعدم كفاءة النخبة في تلك الهجمات تفسيرًا مقنعًا للديموغرافية غير العادية بين المتهمين. ضمن الظاهرة التاريخية، كانت الأغلبية الساحقة من «المتهَمين» في محاكمات السحر من الإناث، ومن طبقات المجتمع الدنيا. إلا أن محاكمات السحر في سالم تختلف عن هذا النمط. في محاكمات السحر في سالم، اتُهِم رجال النخبة بالسحر، وكان بعضهم من القادة الذين فشلوا في حماية المستوطنات المحاصرة في الشمال. يشير هذا الشذوذ عن نمط محاكمات السحر النموذجية، جنبًا إلى جنب مع اللوم واسع النطاق للقيادة الاستعمارية فيما يخص الهجمات الشمالية، إلى أهمية هجمات حرب العصابات الشمالية للمتهِمين. وعليه، فإن ماري بيث نورتون، التي يبين عملها التوازي بين محاكمات السحر في سالم وحرب الملك فيليب، تجادل ضمنيًا بأن مزيجًا من اضطراب الكرب التالي للصدمة وسرد مجتمعي شائع بوجود خيانة من الداخل سبب الصفات غير العادية لمحاكمة السحر هذه.

## الهستيريا والاضطرابات النفسية الجسدية
تتشابه الأعراض التي تبدو على المصابين في سالم مع تلك التي تظهر في حالات الهستيريا الكلاسيكية، وذلك وفقًا لماريون ستاركي وتشادويك هانسن. استبدل الأطباء التشخيص الغامض للهستيريا بمرادف لها، الاضطراب النفسي الجسدي.

تُسمى العمليات النفسية المعروفة بتأثيرها على الصحة البدنية الآن اضطرابات «نفسية جسدية». وتشمل:
«أنواع متعددة من الأمراض معروفة باسم الاضطرابات الجسدية، والتي تظهر فيها أعراض جسدية دون أي اضطراب عضوي أو دون ضرر عضوي يفسر شدة الأعراض. ... النوع الثاني، اضطرابات التحويل، يشمل مشكلات لا يمكن تفسيرها من خلال الأنظمة الحركية والحسية. النوع الثالث، اضطراب الألم، ينطوي على الإحساس بالألم دون مشكلة عضوية أو الإحساس بضرر جسدي حقيقي مفرط».
يشرح عالما النفس نيكولاس بي سبانوس وجاك جوتليب أن المصابين كانوا يؤدون الأدوار التي تحافظ على تعريفهم لأنفسهم على أنهم مسحورون، وهذا بدوره أدى إلى إدانة الكثير من المتهمين بأن الأعراض، مثل العضات والقرص والوخز، كانت ناتجة عن الأشباح. كانت هذه الأعراض واضحة عادة في المجتمع وسببت عملية مرض داخلية.
يعترف ستاركي بأن الفتيات المصابات، على الرغم من تمتعهن بصحة جيدة جسديًا قبل أن تبدأ نوباتهن، لم يكن بصحة جيدة روحيًا لأنهن كن يشعرن بالسأم من محاولة التأقلم مع العيش في عالم الكبار الذي لم يلبِ احتياجاتهن الطفولية. إن أساس المجتمع التطهيري، الذي يجلب إمكانية الخطيئة والإدانة والمشاجرات الداخلية والنظرة الصارمة للزواج، قمع المراهقين غير المتزوجين الذين شعروا أن الإدانة وشيكة. كانت الفتيات اليافعات تواقات إلى الحرية لتجاوز وضعهن المتدني في المجتمع. انغمست الفتيات في السلوك المحظور المتمثل في الكهانة مع العبد الهندي تيتوبا لاكتشاف هوية أزواجهن في المستقبل. وعانين من الهستيريا في أثناء محاولتهن التأقلم معها،
«عواقب الصراع بين الضمير (أو على الأقل الخوف من أن يُكشفوا) والشغف غير المقدس».
كانت أعراضهن المتمثلة بالبكاء المفرط وحالات الصمت التي يعقبها صراخ عنيف والاختباء تحت الأثاث والهلوسة كلها نتيجة للهستيريا. يقول ستاركي بعد أن هدأت الأزمة في سالم، اكتُشف أن الجنون المشخص قد ظهر في عائلة باريس. كان لآن بوتنام جونيور تاريخ عائلي مَرضي. عانت والدتها من جنون الارتياب نتيجة مآس سابقة في حياتها، وعندما بدأت آن جونيور تعاني من نوبات هستيرية، اقتربت أعراضها من الذهان. يجادل ستاركي بأنهن أصبن بالهستيريا واستخدمنها وسيلة للتمرد على قيود التطهيرية وذلك عندما أخذوا يتلقون المزيد من الاهتمام.